# Сігалова Алла Михайлівна
Алла Михайлівна (Мойсеївна) Сігалова (нар. 28 лютого 1959 року в Волгограді) — радянський і російський хореограф, актриса, професор, завідувач кафедри «Пластичного виховання актора» школи-студії МХАТ (з 2004 року) та професор, завідувач кафедри Сучасної хореографії та сценічного танцю" Російського інституту театрального мистецтва (ГІТІС) (з 2013 року), заслужений діяч мистецтв Російської Федерації (2014), лауреатка премії «Золота маска» (2008), премія уряду Російської Федерації 2013 року в галузі культури за створення телевізійної програми «Великий балет», премія уряду Москви 2018 року за створення вистави «Катерина Ільвівна» в Московському театрі під керівництвом Олега Табакова.

## Життєпис
У 1978 році Алла Сігалова закінчила Академію російського балету імені Агріппини Ваганової (клас Наталії Дудинської), в 1983 році — режисерський факультет ГІТІСу (педагоги Анатолій Ефрос, Йосип Туманов).
З 1983 по 2004 роки працювала педагогом в Російській академії театрального мистецтва (ГІТІС). Також у 1986 році перейшла до Російського державного театру «Сатирикон» імені Аркадія Райкіна на посаду хореографа (до 1989 року). У 1989 році обійняла посаду художнього керівника театру «Незалежна трупа Алли Сігалової» (до 1999 року).
У 2004 року Алла Сігалова очолила кафедру «Пластичне виховання» школи-студії МХАТ. З 2013 року також завідує кафедрою «Сучасна хореографія і сценічний танець» в ГІТІСі. З 2007 по 2011 роки працювала у складі журі танцювального конкурсу-телешоу «Танці з зірками» на телеканалі «Росія 1».
У 2008 році Алла Сігалова перейшла на радіо «Культура», де була автором та ведучою програми про танці «КОНТРДАНС» .. А з 2010 року Алла Сігалова працює на телеканалі «Культура». Спочатку автор і ведуча циклу телевізійних програм «Очі в очі» на телеканалі «Культура».
У 2011 році перейшла на інший телевізійний проект — «Вся Росія». Одночасно Алла Сігалова також була ведучою телевізійного проекту цього ж каналу «Велика опера» (до 2014 року). 2012 рік — ведуча телевізійної програми на «Великий балет». Наступного року стала ведучою телевізійного проекту «Великий джаз».
У 2015 році Алла Сігалова стала головним хореографом проекту «Танці з зірками» на телеканалі «Росія-1». А у 2017 році брала участь у суддівстві нового танцювального шоу «Танцюють всі!» на телеканалі «Росія-1».

## Родина
Мати двох дітей (дочка — Ганна, нар. 1982 р.; син — Михайло, нар. 1994 р.). Вдова режисера Романа Козака.

## Нагороди
- Орден Дружби (19 грудня 2019) — за великий внесок у розвиток вітчизняної культури і мистецтва, багаторічну плідну діяльність[10]
- Заслужений діяч мистецтв Російської Федерації (2014)[3]
- Заслужена артистка Російської Федерації (2001)[11]
- Премія уряду Російської Федерації 2013 року у галузі культури (спільно з С. І. Бэлзой, М. В. Денисевич, Л. В. Платонової, Д. А. Хомутової) — за створення телевізійної програми «Великий балет»[4]
- Премія «Золота Маска», 2008 рік — «За плідний синтез хореографії і драми».
- Премія фестивалю «Інтерподфум», 1989 рік — за виставу «Незалежної трупи Алли Сігалова» — «Гра в хованки з самотністю».
- Премія Москви 1991 року — за виставу «незалежної трупи Алли Сігалової» — «Отелло».
- Гран-прі міжнародного фестивалю студентських робіт ВДІК імені Герасимова — 2007 рік — за дипломний спектакль школи-студії МХАТ — «Кармен».
- Гран-прі міжнародного фестивалю студентських вистав «Твій шанс» — 2007 рік — за дипломний спектакль школи-студії МХАТ — «Кармен».
- Гран-прі четвертого міжнародного фестивалю студентських вистав «Твій шанс» — 2008 рік — за дипломний спектакль школи-студії МХАТ — «Стравінський. Ігри».
- Гран-прі міжнародного фестивалю студентських вистав «Твій шанс» — 2008 рік — за дипломний спектакль школи-студії МХАТ — «Стравінський. Ігри».
- Подяка міністра культури Російської Федерації за роботу на проектах телеканалу «Культура», 2013 рік.
- Премія «Найкращий хореограф року» в Латвії, за хореографію у виставі Романа Козака «Танець смерті», 1996 рік, Латвія.
- Премія «Найкращий балетний спектакль року» — «Отелло», у театральному сезоні 2011—2012 рр,, латвійська національна опера, Латвія.
- «Найкращий спектакль сезону» — вистава «Любити» за п'єсою В Токарєвої в Ризькому російською театрі імені М. Чехова визнаний найкращим в сезоні 2016—2017 років.
- Премія уряду Москви 2018 року за створення вистави «Катерина Ільвівна» в Московському театрі під керівництвом Олега Табакова.

## Вистави

### Робота режисера-постановника і хореографа-постановника (опера, балет)
- 1989 — «Гра в хованки з самотністю», хореографічний спектакль на музику композиторів XX століття, «незалежна трупа Алли Сігалова»
- 1990 — «  Отелло », хореографічний спектакль на музику Дж. Верді, «незалежна трупа Алли Сігалова»
- 1991 — «  Пікова дама», хореографічний спектакль на музику А. Шнітке (реж.  Ю. Борисов ), «незалежна трупа Алли Сігалова»
- 1991 — «  Соломія », хореографічний спектакль за О. Уайльдом, на музику К. Шимановського і Е. Шоссона, «незалежна трупа Алли Сігалова»
- 1992 — «  Пугачов », хореографічний спектакль за С. Єсеніним, на музику Ф. Генделя і А. Шнітке, «незалежна трупа Алли Сігалова»
- 1993 —  «La Divina» , хореографічний спектакль пам'яті М. Каллас, «незалежна трупа Алли Сігалова». Москва.
- 1995 —  «Лускунчик» , балет на музику П. Чайковського, муніципальний театр сучасного балету м. Єкатеринбурга.
- Рік випуску 1996 —  «Циніки», хореографічний спектакль  за А. Марієнгофом, «Незалежна трупа Алли Сігалова».
- Рік випуску 1996 —  «Дуети» балет на музику А.Тертеряна, Е.Саті. Литовська національний театр опери і балету. Вільнюс, Литва.
- 1997 —  «Жовте танго» , балет на музику А. П'яццоллі, Латвійська національна опера, Рига, Латвія, 1999 г. —  «Травіата» , на музику Д. Верді, театр «Нова опера», Москва.
- 1998 — «  Бачення Іоанна Грозного », на музику С. Слонімського, Самарський театр опери і балету.
- 1999 —  «Травіата» , опера на музику Д. Верді, театр «Нова опера», Москва.
- 2000 —  «Болеро» , балет на музику М. Равеля, Литовський національний театр опери і балету. Литва.
- 2000 —  «Ескізи до заходу» , хореографічний спектакль на музику Л. Десятникова, А. П'яццолли, Е. Саті.
- 2001 — «  Сім смертних гріхів », опера-балет за К. Вайлем і Б. Брехтом, Литовський національний театр опери та балету, Вільнюс, Литва.
- 2001 — «  Мрії любові », хореографічний спектакль на музику європейського танго, театр естради. Москва.
- 2002 — «  Червоні і чорні танці », хореографічний спектакль на музику Л. Десятникова, А. П'яццолли, М. Равеля та А. Тертерян, театральна антреприза «Ангар».
- 2003 — «Весілля» і «  Поцілунок феї » балет на музику І. Стравінського (директор  Т. Курентзіс ), Новосибірський академічний театр опери і балету.
- 2005 —  «Російські сезони» , балет на музику Л. Десятнікова (директор  Т. Курентзіс ), Новосибірський академічний театр опери і балету.
- 2005 — «Фальстаф», хореографія в опері Д. Верді, режисер К. Серебренніков, Маріїнський театр, Санкт-Петербург.
- 2006 —  «Кончерто гроссо» , балет на музику Ф. Генделя ( бенефіс   І. Зеленського ), Маріїнський театр.
- 2006 —  "Кармен. Етюди «  за П. Меріме, хореографічний спектакль на музику Бізе-Щедріна / МХТ ім. А. П. Чехова — гран-прі міжнародного фестивалю студентських робіт ВДІК ім. Герасимова.  „Золота Маска“  —  2008 рік- » За плідний синтез хореографії та драми ", гран-прі міжнародного фестивалю студентських спектаклів «Твій шанс» — 2008 рік.
- 2007 —  "Стравінський. Ігри. «  Хореографічний спектакль на музику І. Стравінського, школа-студія МХАТ, прем'єра відбулася в центрі Михайла Баришнікова, Нью-Йорк. У 2008 році за виставу „Стравінський. Ігри“ (дипломний спектакль школи-студії МХАТ, курс Костянтина Райкіна) отримала гран-прі четвертого міжнародного фестивалю студентських спектаклів» Твій шанс «. І гран-прі 28 міжнародного фестивалю ВДІК в розділі театрального конкурсу.
- 2008, 16 серпня —  „Амадей“ : театрально-музично-пластичний проект, за мотивами маленької трагедії „Моцарт і Сальєрі“ О. С. Пушкіна і творів В. А. Моцарта і А. Сальєрі. Ярославль, фестиваль „Преображення“.
- 2009 —  „Бідна Ліза“  — хореографічна новела на музику камерної опери Л. Десятникова, в державному театрі націй.
- 2010 —  „Жизель, або ошукані нареченої“  — хореографічний спектакль на музику А. Адана, школа-студія МХАТ, нова сцена МХАТ, Москва.
- 2012 —  „Остаточний монтаж“  — хореографічний спектакль по альбому Pink Floyd „  The Final Cut “, дипломний спектакль школи-студії МХАТ
- 2011 —  „Отелло“  — хореографічний спектакль на музику Й. С. Баха, Я. Ксенакіса, А. Тертерян за трагедією  Вільяма Шекспіра , Латвійська національна опера, Рига, Латвія.
- 2013 — фільм-спектакль  „Остаточний монтаж“  — за хореографічним спектаклем на музику альбому Pink Floyd» "The Final Cut ", телеканал «Культура».
- 2014 — «Енуфа» — опера Л. Яначека, хореограф-постановник, театр Ля Моне (королівська опера), м. Брюссель, спільна робота з режисером Алвіс Херманісом, Бельгія.
- 2014 — «Ханума» — джаз-комедія за п'єсою А. Цігарелі, музика Г. Канчелі, режисер-постановник і хореограф, Ризький російський театр ім. Михайла Чехова, Латвія.
- 2014 —  «Остаточний монтаж»  — пластична вистава по альбому Pink Floyd «  The Final Cut », дипломний спектакль Гарвардського університету, Бостон. США.
- 2014 — «Лускунчик-опера», опера на музику балету П. І. Чайковського «Лускунчик». Автор ідеї (спільно з П. Каплевичем), режисер-постановник, хореограф-постановник, театр «Нова опера», Москва, Росія.
- 2015 — «Енуфа» — опера Л. Яначека, хореограф-постановник, Болонська муніципальна опера, Італія.
- 2015 — «П'ять розповідей про любові», по прозі І. Буніна, музика С. Рахманінова, хореографічний спектакль школи-студії МХАТ, нова сцена МХАТ, Москва.
- 2015 — «Балада», одноактний балет на музику Б. Юсупова та С. Рахманінова, хореограф-постановник, прем'єра на «Кремлін-гала», Москва.
- 2015 — «Засудження Фауста», опера Г. Берліоза, хореограф-постановник,  Opéra National de Paris, сцена Opéra Bastille, Франція.
- 2016 — «Двоє Фоскарі», опера Д. Верді, хореограф-постановник, La Scala, Мілан, Італія.
- 2016 — «Енуфа» опера Л. Яначіка, хореограф-постановник, театр опери та балету, м Познань, Польща.
- 2016 — «Подорож в TWIN PEAKS», фантазія на теми серіалу Девіда Лінча «Twin Peaks», музика Анджело Бадаламенті, режисер-постановник і хореограф, школа-студія МХАТ, Москва.
- 2016 — «Любов Данаї» опера Р. Штрауса, хореограф-постановник, Зальцбурзький міжнародний музичний фестиваль —  Salzburger Festspiele , м Зальцбург, Австрія.
- 2016 — «Любити», спектакль за п'єсою В. Токарєвої «Ну, і нехай», режисер-постановник і хореограф, Ризький російський театр ім. Михайла Чехова, Латвія.
- 2016 — «Мадам Батерфляй», опера Д. Пуччіні, хореограф-постановник, Ла Скала, Мілан, Італія.
- 2017 — «Кармен», хореографічні етюди на музику Ж. Бізе, хореограф-постановник, дипломний спектакль Гарвардського університету, Бостон, США.
- 2017 — «Катерина Ільвівна», хореографічна драма в двох частинах по нарису Н. С. Лєскова «Леді Макбет Мценського повіту», режисер-постановник, Московський театр під керівництвом Олега Табакова, сцена на Сухарєвськой.
- 2018 — «ЯнеБоюсьСказать», хореографічний дипломний спектакль, на сучасну музику. Режисер-постановник та хореограф, школа-студія МХАТ, Москва.
- 2018 — «Моя чарівна леді», музичний спектакль за п'єсою «Пігмаліон» Джорджа Бернарда Шоу, автор — Алан Джей Лернер, музика Фредеріка Лоу, режисер-постановник і хореограф, Ризький російський театр імені Михайла Чехова, Латвія.
- 2018 — «ХХ Століття. Бал», автор лібрето (в співавторстві з К. Л. Ернстом), режисер-постановник, хореограф і саунд-дизайнер. МХТ імені Антона Чехова. Москва.
- 2019 — «Моя чарівна леді», музичний спектакль за п'єсою «Пігмаліон» Джорджа Бернарда Шоу, автор — Алан Джей Лернер, музика Фредеріка Лоу, режисер-постановник і хореограф, Московський театр О. Табакова, сцена на Сухаревській. Москва.
- 2019 — «Ромео&Джульєтта», хореографічна драма за п'єсою В. Шекспіра, режисер-постановник і хореограф, Школа-студія МХАТ. Нова сцена МХТ ім. Чехова. Москва.
- 2020 — «Моя чарівна леді», музичний спектакль за п'єсою «Пігмаліон» Джорджа Бернарда Шоу, автор — Алан Джей Лернер, музика Фредеріка Лоу, режисер-постановник і хореограф, Російський театр Естонії, Таллінн.

### Робота хореографа в драматичних виставах
- 1984 — «Щоденник звичайної дівчини», «Щоденника» Ніни Костеріною, театр ім. Маяковського.
- 1985 — «Собор Паризької Богоматері», В. Гюго, театр музичної комедії, м. Київ.
- 1986 — «Клоп», Ст. Маяковського, театр ім. Маяковського.
- 1988 — «Служниці», Ж. Жене (реж. Р. Віктюк), театр «Сатирикон», Москва.
- 1989 — «Затоваренная бочкотара» за В. Аксьоновим, театр-студія О. Табакова.
- 1989 — «Геркулес і Авгієві стайні», за Ф. Дюрренматтом, театр «Сатирикон», Москва.
- 1989 — «Гра в хованки з самотністю», на музику О. Мессіана, Р. Малера, Дж. Гершвіна, «незалежна трупа Алли Сігалової», Москва.
- 1993 — «Митець масок», за Ф. Кроммелінком, на музику К. Орфа (реж. В. Поповськи), «незалежна трупа Алли Сігалової», Москва.
- 1993 — «Пристрасті за Бумбарашем» Ю. Кіма за А. Гайдаром, муз. В. Дашкевича (реж. В. Машков), театр-студія О. Табакова, Москва.
- 1994 — «Банан», за п'єсою С. Мрожека (реж. Роман Козак), театр Моссовєта, Москва.
- 1994 — «Івонна, принцеса Бургундії», за В. Гомбровичем, державний театр Нижній Саксонії, Ганновер, Німеччина.
- 1994 — «Танго», за С. Мрожеком, муніципальний театр Нюрнберга, Німеччина.
- 1994 — «Скарбничка», водевіль за Е. Лабишем, муніципальний театр м. Льєж, Бельгія.
- 2004 — «Джан», по А. Платоновим (реж. Р. Козак), Московський драматичний театр ім. О. С. Пушкіна.
- 2008 — «Оffис» — вистава за п'єсою Інгрід Лаузунд, Московський драматичний театр ім. О. С. Пушкіна, Москва.
- 2010 — «Панночки з Вілко» — вистава за прозою Я. Івашкевича, театр м. Модена (Італія), спільно з реж. А. Херманіс.
- 2010 — «Після завіси» — за п'єсами Антона Чехова і Брайєна Фріла, реж. Е. Каменькович, Московський театр «Майстерня Петра Фоменка».
- 2011 — «Casting/Кастинг» — вистава за мотивами лібрето Дж. Кірквуда A Chorus Line, театр імені Моссовєта, хореограф-постановник і виконавець головної ролі, Москва.
- 2017 — «Беспраданница», О. М. Островський, Бургтеатр, режисер Алвіс Херманис, Відень, Австрія.

### Робота на телебаченні
- Хореограф-постановник естрадних програм Лайми Вайкуле (з 1995 року) та Анжеліки Варум, а також багатьох телевізійних шоу-програм на першому каналі: «Старі пісні про головне-2», «Старі пісні про головне-3», новорічного шоу на НТВ, ведуча новорічних та інших телевізійних шоу-проектів на телеканалі «Культура»:

- - автор і ведуча програми про танці «КОНТРДАНС» на радіо «Культура».[8] (з 2008 року);
  - член журі танцювального конкурсу-телешоу «Танці з зірками» на телеканалі «Росія 1» (2007—2011);
  - автор і ведуча циклу телевізійних програм «Очі в очі» на телеканалі «Культура» (з 2010);
  - ведуча телевізійного проекту каналу «Культура» — «Вся Росія» (2011);
  - ведуча телевізійного проекту каналу «Культура» — «Велика опера» (2011—2014);
  - ведуча телевізійної програми на телеканалі «Культура» — «Великий балет» (2012);
  - ведуча телевізійного проекту телеканалу «Культура» — «Великий джаз» (2013);
  - головний хореограф проекту «Танці з зірками» на телеканалі «Росія-1» (2015);
  - участь у суддівстві нового танцювального шоу «Танцюють всі!» на телеканалі «Росія-1» (2017).

## Фільмографія
- 1978 — Любов моя, печаль моя — Ширін (озвучує Олена Коренєва)
- 1979 — Розколоте небо
- 1990 — Містифікатор
- 1999 — Небо в алмазах — Ніна